# Copa do Mundo FIFA de Futebol Feminino
A Copa do Mundo FIFA de Futebol Feminino (em inglês, FIFA Women's World Cup) é uma competição internacional de futebol disputada pelas seleções femininas associadas a Federação Internacional de Futebol (FIFA), o órgão regulador internacional do esporte. A competição é realizada a cada quatro anos – um ano após a Copa do Mundo FIFA masculina – desde 1991, quando a edição inaugural, foi realizada na China. No formato atual da competição, as seleções disputam 31 vagas em uma fase de qualificação de três anos. A seleção do país anfitrião é automaticamente classificada com a 32ª vaga. 
As nove edições da Copa do Mundo Feminina foram vencidas por cinco seleções. Os Estados Unidos já venceram quatro vezes, seguidos da Alemanha, com dois títulos, e Japão, Noruega e Espanha com um título cada. Esta última é a atual campeã após vencer a edição de 2023 na Austrália e Nova Zelândia.
Oito países já sediaram a Copa do Mundo Feminina. China e Estados Unidos já sediaram o torneio duas vezes, enquanto Canadá, França, Alemanha e Suécia já sediaram uma vez. A Austrália e a Nova Zelândia sediaram a competição em 2023, tornando-a a primeira edição a ser realizada no Hemisfério sul, a primeira Copa do Mundo Feminina a ser sediada por dois países e a primeira competição da FIFA para homens ou mulheres a ser realizada em duas confederações.
Além disso, existem outras competições juvenis como a Copa do Mundo FIFA de Futebol Feminino Sub-20 e a Copa do Mundo FIFA de Futebol Feminino Sub-17, ambas organizadas pela FIFA.

## História
O primeiro registro de uma Copa do Mundo Feminina remonta a 1970 na Itália, com o primeiro torneio com esse nome ocorrendo em julho de 1970. Foi organizado pela Federação de Futebol Feminino Europeu Independente e ficou conhecido como Martini & Rossi Cup. Esta competição foi seguida por outro torneio não oficial da Copa do Mundo no México em 1971, no qual a Dinamarca venceu o título após derrotar o México, por 3–0, na final no Estádio Azteca. Na década de 1980, o Mundialito Feminino foi realizado na Itália em quatro edições, com a Itália e a Inglaterra conquistando dois títulos cada.
Vários países suspenderam as proibições do futebol feminino na década de 1970, levando ao estabelecimento de novos times em muitos países. Depois que os torneios continentais femininos oficiais foram realizados na Ásia em 1975 e na Europa em 1984, Ellen Wille declarou que queria mais esforço do Congresso da FIFA na promoção do futebol feminino. A resposta veio na forma do Torneio Feminino da FIFA de 1988 na China como um teste para ver se uma Copa do Mundo Feminina global era viável. Doze seleções participaram da competição – quatro da UEFA, três da AFC, duas da CONCACAF e uma da CONMEBOL, CAF e OFC. Depois que a partida de abertura do torneio entre China e Canadá contou com a presença de 45 mil pessoas, o torneio foi considerado um sucesso, com público médio de 20 mil pessoas. A Noruega, que foi campeã europeia, derrotou a Suécia, por 1–0, na final, enquanto o Brasil garantiu o terceiro lugar ao vencer os donos da casa na disputa de pênaltis. A competição foi considerada um sucesso e em 30 de junho a FIFA aprovou o estabelecimento de uma Copa do Mundo oficial, que aconteceria em 1991, novamente na China. Mais uma vez, doze times competiram, desta vez culminando com os Estados Unidos derrotando a Noruega na final por 2–1, com Michelle Akers marcando dois gols.

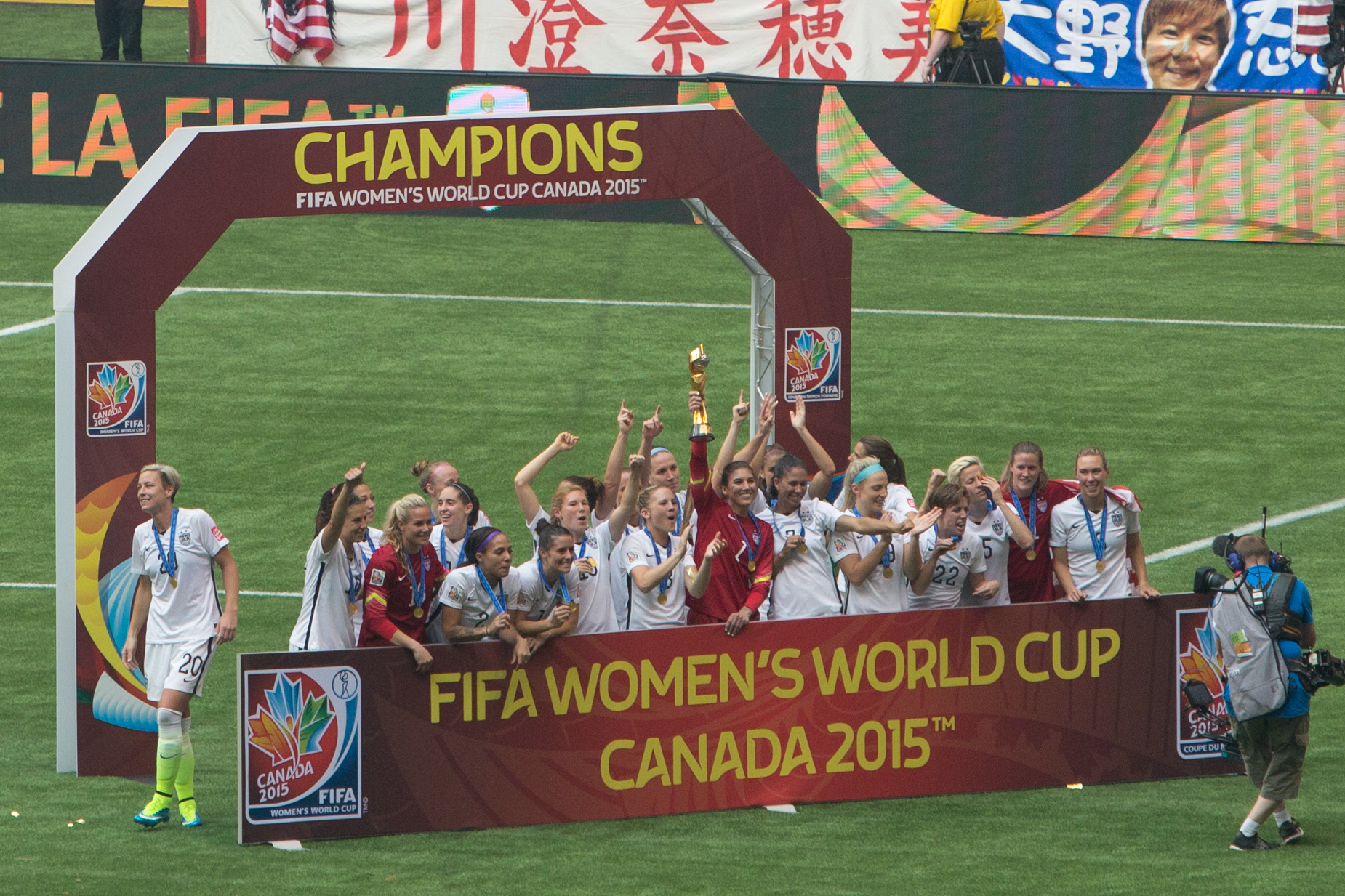
Os Estados Unidos comemorando a sua terceira conquista na Copa do Mundo de Futebol Feminino, em 2015, no Canadá

A edição de 1995 na Suécia viu a experiência de um conceito de tempo limite ao longo do torneio, que posteriormente foi reduzido no meio do torneio para ocorrer apenas após uma pausa no jogo. O tempo limite só apareceu no único torneio em que foi cancelado. A final da edição de 1995 viu a Noruega, que marcou 17 gols na fase de grupos, derrotar a Alemanha por 2–0, conquistando seu único título. Na edição de 1999, um dos momentos mais famosos do torneio foi a comemoração do gol da zagueira americana Brandi Chastain, após marcar o pênalti contra a China. Ela tirou a camisa e balançou sobre a cabeça (como os homens costumam fazer) enquanto comemorava. A final de 1999 no Rose Bowl em Pasadena, Califórnia, teve um público de 90 185 pessoas.
As Copas do Mundo Feminina de 1999 e 2003 foram realizadas nos Estados Unidos; em 2003, a China deveria sediar, mas o torneio foi adiado por causa da Síndrome respiratória aguda grave (SARS). Como compensação, a China manteve sua qualificação automática para o torneio de 2003 como nação anfitriã e foi automaticamente escolhida para sediar a Copa do Mundo de Futebol Feminino de 2007. A Alemanha sediou a Copa do Mundo de Futebol Feminino de 2011, conforme decidido por votação em outubro de 2007. Em março de 2011, a FIFA concedeu ao Canadá o direito de sediar a Copa do Mundo de Futebol Feminino de 2015. A competição de 2015 passou de 16 para 24 times.
Durante a Copa do Mundo Feminina da FIFA 2015, tanto Formiga do Brasil quanto Homare Sawa do Japão disputaram sua sexta Copa do Mundo, recorde nunca antes alcançado por jogadores do sexo feminino ou masculino. Christie Pearce é a jogadora mais velha a jogar uma partida da Copa do Mundo Feminina, aos 40 anos. Em março de 2015, a FIFA concedeu à França o direito de sediar a Copa do Mundo de Futebol Feminino de 2019.
Em junho de 2020, a FIFA concedeu à Austrália e Nova Zelândia o direito de sediarem a Copa do Mundo de 2023, apresentando como novidade a expansão de 24 para 32 seleções. Além disso, essa foi a primeira edição em que dois países sediam uma edição da Copa do Mundo, além de ser o primeiro torneio com seleções profissionais nessas localidades.
Em maio de 2024, o Brasil recebeu o direito de sediar a Copa do Mundo de 2027, se tornando a primeira edição deste mundial a ser realizado na América do Sul, além de ter apresentado como novidade um novo sistema de votação, agora sendo baseado em colégios eleitorais de 211 confederações filiadas, semelhante ao modelo masculino. Já no ano seguinte, a FIFA anunciou os Estados Unidos (com a entrada do México) e o Reino Unido como únicos candidatos a receber a Copa do Mundo de 2031 e de 2035, respectivamente, com o primeiro se tornando o país que mais receberá edições da competição e o segundo recebendo pela primeira vez o mundial, com a definição final  marcada para o dia 30 de abril de 2026. A partir de 2031 a competição será expandida para 48 países participantes.

## Troféu
O atual troféu foi desenhado em 1998 para a edição de 1999 e tem a forma de uma faixa em espiral, envolvendo uma bola de futebol no topo, que visa representar o atletismo, o dinamismo e a elegância do futebol feminino internacional. Na década de 2010, foi equipado com uma base em forma de cone. Abaixo da base, está gravado o nome de cada um dos vencedores anteriores do torneio. O troféu tem 47cm de altura, pesa 4,6kg e é feito de prata revestida em ouro amarelo e branco de 23 quilates, com um valor estimado em 2015 de aproximadamente $ 30.000. Por outro lado, o troféu masculino da Copa do Mundo é fabricado em ouro 18 quilates e tem um valor de metal precioso de US$ 150.000. No entanto, um novo Troféu é fabricado para cada campeã feminina levar para casa, enquanto há apenas um troféu masculino original que é retido pela FIFA, com cada campeão masculino levando para casa uma réplica do troféu. Desde 2007, os vencedores também recebem o Distintivo dos Campeões da FIFA, que é usado nas camisetas da equipe vencedora até que seja decidido o vencedor do próximo torneio.

## Títulos

### Por seleção
| Seleção        | Títulos                     | Vices    | 3.º lugar                   | 4.º lugar       | Top 4 |
| -------------- | --------------------------- | -------- | --------------------------- | --------------- | ----- |
| Estados Unidos | 4 (1991, 1999, 2015 e 2019) | 1 (2011) | 3 (1995, 2003 e 2007)       | –               | 8     |
| Alemanha       | 2 (2003 e 2007)             | 1 (1995) | –                           | 2 (1991 e 2015) | 5     |
| Noruega        | 1 (1995)                    | 1 (1991) | –                           | 2 (1999 e 2007) | 4     |
| Japão          | 1 (2011)                    | 1 (2015) | –                           | –               | 2     |
| Espanha        | 1 (2023)                    | –        | –                           | –               | 1     |
| Suécia         | –                           | 1 (2003) | 4 (1991, 2011, 2019 e 2023) | –               | 5     |
| Inglaterra     | –                           | 1 (2023) | 1 (2015)                    | 1 (2019)        | 3     |
| Brasil         | –                           | 1 (2007) | 1 (1999)                    | –               | 2     |
| China          | –                           | 1 (1999) | –                           | 1 (1995)        | 2     |
| Países Baixos  | –                           | 1 (2019) | –                           | –               | 1     |
| Canadá         | –                           | –        | –                           | 1 (2003)        | 1     |
| França         | –                           | –        | –                           | 1 (2011)        | 1     |
| Austrália      | –                           | –        | –                           | 1 (2023)        | 1     |

### Por confederação
| Confederação | Títulos                     | Vices                             | 3.º lugar                         | 4.º lugar                               |
| ------------ | --------------------------- | --------------------------------- | --------------------------------- | --------------------------------------- |
| UEFA         | 4 (1995, 2003, 2007 e 2023) | 5 (1991, 1995, 2003, 2019 e 2023) | 5 (1991, 2011, 2015, 2019 e 2023) | 6 (1991, 1999, 2007, 2011, 2015 e 2019) |
| CONCACAF     | 4 (1991, 1999, 2015 e 2019) | 1 (2011)                          | 3 (1995, 2003 e 2007)             | 1 (2003)                                |
| AFC          | 1 (2011)                    | 2 (1999 e 2015)                   | –                                 | 2 (1995 e 2023)                         |
| CONMEBOL     | –                           | 1 (2007)                          | 1 (1999)                          | –                                       |

## Recordes e estatísticas

### Maiores goleadas
| Pos. | Seleção 1      | Placar | Seleção 2       | Estádio/Cidade                | Data           | Edição                       |
| ---- | -------------- | ------ | --------------- | ----------------------------- | -------------- | ---------------------------- |
| 1    | Estados Unidos | 13–0   | Tailândia       | Stade Auguste-Delaune, Reims  | 11 de junho    | França 2019                  |
| 2    | Alemanha       | 11–0   | Argentina       | Estádio Hongkou, Xangai       | 10 de setembro | China 2007                   |
| 3    | Alemanha       | 10–0   | Costa do Marfim | Estádio Lansdowne, Ottawa     | 7 de junho     | Canadá 2015                  |
| 4    | Suíça          | 10–1   | Equador         | BC Place, Vancouver           | 12 de junho    | Canadá 2015                  |
| 5    | Japão          | 0–8    | Suécia          | New Plaza Stadium, Foshan     | 19 de novembro | China 1991                   |
| 5    | Noruega        | 8–0    | Nigéria         | Tingvalla IP, Karlstad        | 6 de junho     | Suécia 1995                  |
| 7    | Estados Unidos | 7–0    | Taipé Chinês    | New Plaza Stadium, Foshan     | 24 de novembro | China 1991                   |
| 7    | Noruega        | 7–0    | Canadá          | Strömvallen, Gävle            | 10 de junho    | Suécia 1995                  |
| 7    | China          | 7–0    | Gana            | Civic Stadium, Portland       | 24 de junho    | Estados Unidos 1999          |
| 7    | Vietnã         | 0–7    | Países Baixos   | Forsyth Barr Stadium, Dunedin | 1 de agosto    | Austrália/Nova Zelândia 2023 |

Fonte:

### Artilharia

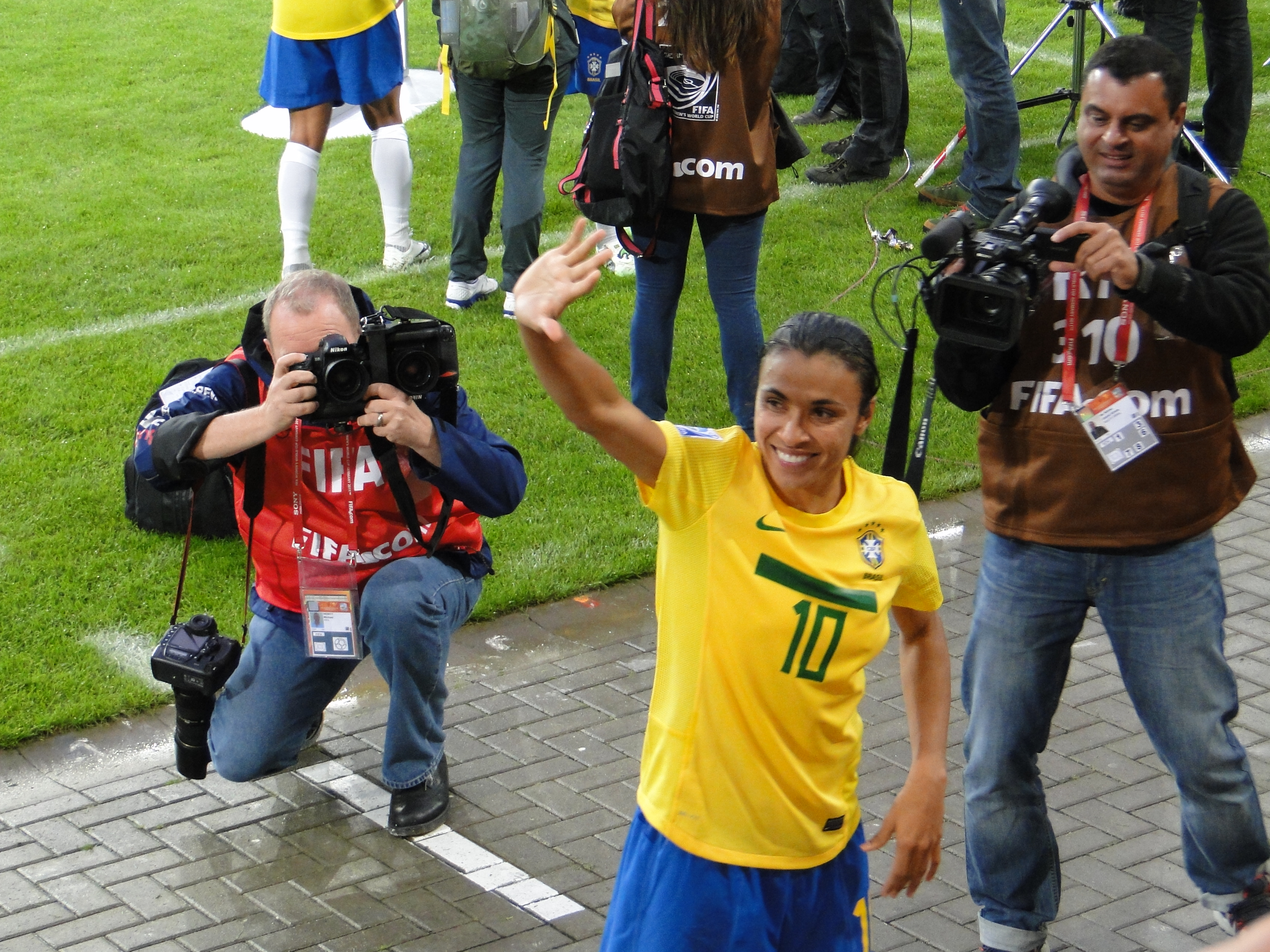
A brasileira Marta é a maior artilheira da Copa do Mundo FIFA de Futebol Feminina.

| Pos. | Jogadora            | Seleção        | Gols | Partidas | Média | Edições                       |
| ---- | ------------------- | -------------- | ---- | -------- | ----- | ----------------------------- |
| 1    | Marta               | Brasil         | 17   | 20       | 0.85  | 2003, 2007, 2011, 2015 e 2019 |
| 2    | Birgit Prinz        | Alemanha       | 14   | 24       | 0.58  | 1995, 1999, 2003, 2007 e 2011 |
| 2    | Abby Wambach        | Estados Unidos | 14   | 25       | 0.56  | 2003, 2007, 2011 e 2015       |
| 4    | Michelle Akers      | Estados Unidos | 12   | 13       | 0.92  | 1991, 1995 e 1999             |
| 5    | Sun Wen             | China          | 11   | 20       | 0.55  | 1991, 1995, 1999 e 2003       |
| 5    | Cristiane           | Brasil         | 11   | 21       | 0.52  | 2003, 2007, 2011, 2015 e 2019 |
| 5    | Bettina Wiegmann    | Alemanha       | 11   | 22       | 0.50  | 1991, 1995, 1999 e 2003       |
| 8    | Ann Kristin Aarønes | Noruega        | 10   | 11       | 0.90  | 1995 e 1999                   |
| 8    | Heidi Mohr          | Alemanha       | 10   | 12       | 0.83  | 1991 e 1995                   |
| 8    | Christine Sinclair  | Canadá         | 10   | 21       | 0.48  | 2003, 2007, 2011, 2015 e 2019 |
| 8    | Carli Lloyd         | Estados Unidos | 10   | 25       | 0.40  | 2007, 2011, 2015 e 2019       |

Por edição
| Edição | Jogadora            | Gols | Partidas |
| ------ | ------------------- | ---- | -------- |
| 1991   | Michelle Akers      | 10   | 6        |
| 1995   | Ann Kristin Aarønes | 6    | 6        |
| 1999   | Sissi               | 7    | 6        |
| 1999   | Sun Wen             | 7    | 6        |
| 2003   | Birgit Prinz        | 7    | 6        |
| 2007   | Marta               | 7    | 6        |
| 2011   | Homare Sawa         | 5    | 6        |
| 2015   | Célia Šašić         | 6    | 7        |
| 2015   | Carli Lloyd         | 6    | 7        |
| 2019   | Ellen White         | 6    | 6        |
| 2019   | Alex Morgan         | 6    | 6        |
| 2019   | Megan Rapinoe       | 6    | 5        |
| 2023   | Hinata Miyazawa     | 5    | 5        |

Fonte:

### Público

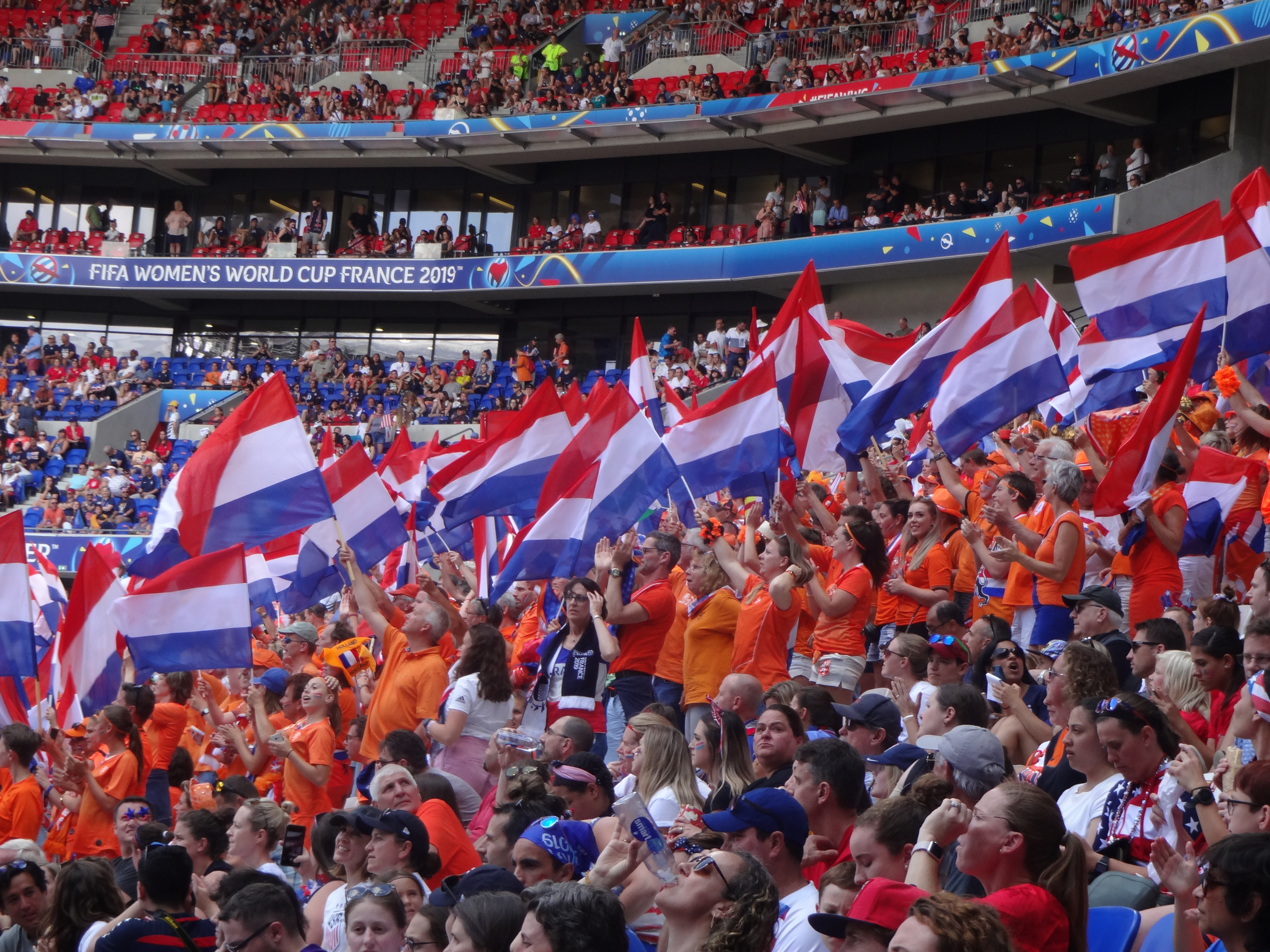
Torcida dos Países Baixos na final da Copa do Mundo de Futebol Feminino de 2019.

| Edição | Sede                      | Estádios Cidades | Partidas | Público   | Público | Público | Ref.         |
| Edição | Sede                      | Estádios Cidades | Partidas | Total     | Média   | Maior   | Ref.         |
| ------ | ------------------------- | ---------------- | -------- | --------- | ------- | ------- | ------------ |
| 1991   | China                     | 6/4              | 26       | 510 000   | 18 344  | 65 000  | [ 9 ]        |
| 1995   | Suécia                    | 5/5              | 26       | 112 213   | 4 316   | 17 158  | [ 9 ]        |
| 1999   | Estados Unidos            | 8/8              | 32       | 1 214 209 | 37 944  | 90 185  | [ 9 ]        |
| 2003   | Estados Unidos            | 6/6              | 32       | 679 664   | 21 240  | 34 144  | [ 9 ]        |
| 2007   | China                     | 5/5              | 32       | 1 190 971 | 37 218  | 55 832  | [ 9 ]        |
| 2011   | Alemanha                  | 9/9              | 32       | 845 751   | 26 430  | 73 680  | [ 9 ]        |
| 2015   | Canadá                    | 6/6              | 52       | 1 353 506 | 26 029  | 54 027  | [ 9 ] [ 10 ] |
| 2019   | França                    | 9/9              | 52       | 1 131 312 | 21 756  | 57 900  | [ 11 ]       |
| 2023   | Austrália · Nova Zelândia | 10/9             | 64       | 1 978 274 | 30 911  | 75 784  | [ 12 ]       |
| 2027   | Brasil                    | 8/8              | 64       |           |         |         |              |
| 2031   | Estados Unidos · México   |                  | 104      |           |         |         |              |
| 2035   | Reino Unido               |                  | 104      |           |         |         |              |

Fonte:

## Premiações individuais
No final de cada Copa do Mundo, prêmios são entregues a jogadores e times selecionados por conquistas que não sejam suas posições finais no torneio. 
- Atualmente, existem cinco prêmios pós-torneio avaliados pelo Grupo de Estudos Técnicos da FIFA:
  - A Bola de Ouro (atualmente denominada comercialmente como "Bola de Ouro Adidas"), é concedida para o melhor jogador geral do torneio (concedido pela primeira vez em 1991);
  - A Chuteira de Ouro (atualmente denominada comercialmente "Chuteira de Ouro Adidas", é concedida para o artilheiro do torneio (concedido pela primeira vez em 1991);
  - A Luva de Ouro (atualmente denominada comercialmente "Luva de Ouro Adidas", anteriormente conhecida como Melhor Goleiro), é concedida para o melhor goleiro do torneio (concedido pela primeira vez em 2003);
  - O Prêmio Jogador Jovem da FIFA para o melhor jogador do torneio com menos de 21 anos no início do ano civil (concedido pela primeira vez em 2011);
  - O Troféu FIFA Fair Play para a equipe com o melhor histórico de fair play durante o torneio (concedido pela primeira vez em 1991).

- Atualmente, há um prêmio votado pelos fãs durante o torneio:
  - O Jogador da Partida (atualmente chamado comercialmente de "Jogador da Partida VISA") pelo excelente desempenho de um jogador durante cada partida do torneio (premiado pela primeira vez em 2003).

- Atualmente, há um prêmio votado pelos fãs após a conclusão do torneio:
  - O Gol do Torneio (atualmente denominado comercialmente " Gol Hyundai do Torneio") pelo melhor gol marcado durante o torneio conforme os torcedores (concedido pela primeira vez em 2007).

- Os cinco prêmios a seguir não são mais concedidos:
  - O All-Star Squad de melhor elenco de jogadores do torneio (escolhido pelo grupo de estudos técnicos, premiado de 1999 a 2015);
  - O Time Mais Divertido para o time que mais agradou a torcida durante o torneio (votado pelos torcedores após o encerramento do torneio, premiado em 2003 e 2007);
  - O FANtasy All-Star Team para a melhor escalação de onze jogadores dos torcedores (votado pelos torcedores após o término do torneio, premiado em 2003);
  - O Dream Team de melhor técnico da torcida e da escalação de onze jogadores do torneio (votado pela torcida após o encerramento do torneio, premiado em 2015);
  - Os Jogadores que Ousaram Brilhar para dez jogadores-chave do torneio que "ousaram brilhar" (escolhidos pelo grupo de estudos técnicos, premiados em 2019).